# بییاموریل د کامپس
بییاموریل د کامپس (به اسپانیایی: Villamuriel de Campos) یک شهرستان در اسپانیا است که در استان وایادولید واقع شده‌است.